# Nelson (condado de Buffalo, Wisconsin)
Nelson es un pueblo ubicado en el condado de Buffalo en el estado estadounidense de Wisconsin. En el Censo de 2010 tenía una población de 571 habitantes y una densidad poblacional de 2,84 personas por km².

## Geografía
Nelson se encuentra ubicado en las coordenadas 44°26′26″N 91°58′26″O / 44.44056, -91.97389. Según la Oficina del Censo de los Estados Unidos, Nelson tiene una superficie total de 201.15 km², de la cual 176.05 km² corresponden a tierra firme y (12.48%) 25.1 km² es agua.

## Demografía
Según el censo de 2010, había 571 personas residiendo en Nelson. La densidad de población era de 2,84 hab./km². De los 571 habitantes, Nelson estaba compuesto por el 98.07% blancos, el 0% eran afroamericanos, el 0% eran amerindios, el 0.53% eran asiáticos, el 0% eran isleños del Pacífico, el 1.05% eran de otras razas y el 0.35% pertenecían a dos o más razas. Del total de la población el 3.33% eran hispanos o latinos de cualquier raza.